# Episodi di Marte (seconda stagione)
La seconda stagione della serie televisiva Marte, composta da 6 episodi, è trasmessa sul canale statunitense di National Geographic dal 12 novembre al 17 dicembre 2018.
In Italia, la stagione va in onda sul canale satellitare National Geographic dal 22 novembre al 27 dicembre 2018.
| nº | Titolo originale | Titolo italiano         | Prima TV USA     | Prima TV Italia  |
| -- | ---------------- | ----------------------- | ---------------- | ---------------- |
| 1  | We Are Not Alone | Non siamo soli          | 12 novembre 2018 | 22 novembre 2018 |
| 2  | Worlds Apart     | Mondi separati          | 19 novembre 2018 | 29 novembre 2018 |
| 3  | Darkness Falls   | Al calare dell'oscurità | 26 novembre 2018 | 6 dicembre 2018  |
| 4  | Contagion        | Contagio                | 03 dicembre 2018 | 13 dicembre 2018 |
| 5  | Power Play       | Interessi comuni        | 10 dicembre 2018 | 20 dicembre 2018 |
| 6  | The Shakeup      | La riorganizzazione     | 17 dicembre 2018 | 27 dicembre 2018 |